# Château de Trigance
Le château de Trigance est situé sur la commune française de Trigance, dans le département du Var en région Provence-Alpes-Côte d’Azur.
Le village est situé à l'intersection des rives droite et gauche du Verdon, dominant la vallée du Jabron, sur un éperon au-dessus du village situé à flanc de coteau, au pied de la montagne de Breis qui culmine à 1 280 mètres d'altitude.

## Histoire
La forteresse est mentionnée depuis 1037, 1056 et 1108. Le comte de Provence y possède des droits en 1252.
Au XIIe siècle, les Templiers possédaient la Commanderie de Saint-Maymes (Saint-Maïmes) qui leur sera confisquée en 1308 à de leur arrestation.
On ne trouve trace de la seigneurie de Trigance qu'à partir du XIIIe siècle. Elle fut occupée par la Famille de Pontevès, puis par Romée de Villeneuve, principal conseiller du Raimond-Bérenger IV de Provence, comte de Provence,, lequel est souvent nommé "Raimond-Bérenger V de Provence".
Au XIVe siècle, la reine Jeanne inféoda la seigneurie à Jean 1er de Raimondis, dit le Gros, puis la seigneurie appartint successivement aux Demandolx-la-Palud, aux Valbelle, aux Sainte-Tulle et Castellane qui se succédèrent entre le XVe siècle et le XVIIIe siècle, à la tête du fief de Trigance.

### Héraldique
|  | Les armoiries de Trigance se blasonnent ainsi : D'or à trois fasces de sable ; au chef de gueules chargé d'une main dextre appaumée d'argent posée en pal (d'Hozier). On trouve chez Louis de Bresc (armorial des communes de Provence), la main en fasce. |

## Description
Sur un éperon dominant le village et la rive gauche du Jabron, c'est une enceinte quadrangulaire flanquée aux angles de tours rondes  talutées (il en reste trois). La partie romane (?) a été réutilisée dans la reconstruction de la fin du XIVe siècle ou début XVe siècle. Puis divers remaniements sont intervenus au cours du XVIe siècle , dont il reste le logis, des salles souterraines et citernes.
Le petit "castrum de Stela" figure dans la liste des localités du diocèse de Riez,, en 1232-1244.
À Estelle, sur un sommet surplombant la rive orientale de l'Artuby, dans le terrain militaire, on peut aussi observer les restes de courtines d'un château cité vers 1200. Guy d'Ampus et son neveu Raimbaud de Grasse l'ont échangé au comte en 1235.
Le château de Trigance fut détruit à la révolution et les archives brûlées. Il servit de carrière de pierres aux habitants du village et resta en ruines.
Restauré à partir de 1960 par deux familles successives, dont les propriétaires actuels, Monsieur Hartmann et son épouse qui décidèrent de lui redonner vie en entreprenant un  programme de restauration générale et une réutilisation en hôtel-restaurant. En 1971, l'opération sera poursuivie par Monsieur et Madame Thomas et aujourd'hui par leurs enfants.

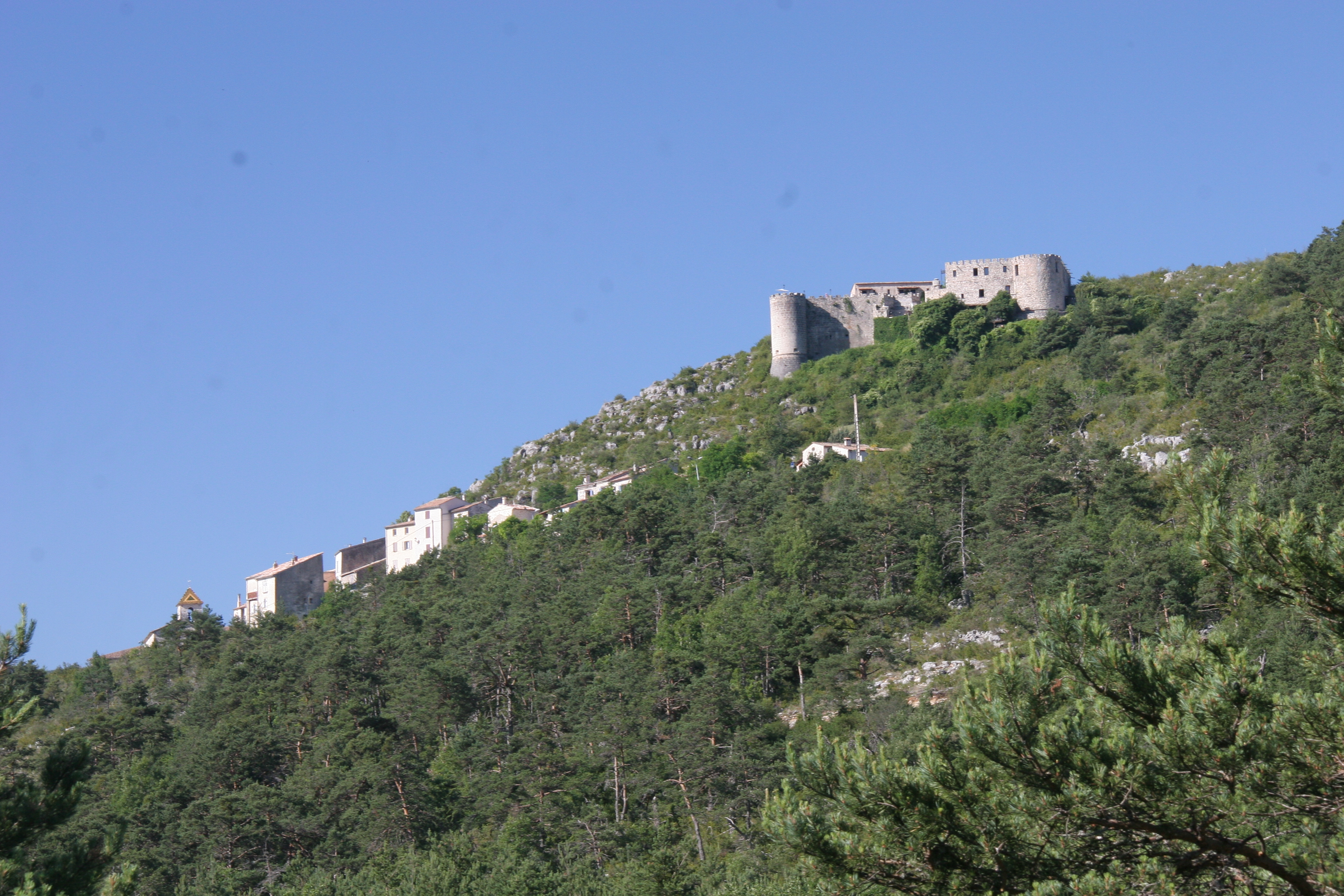
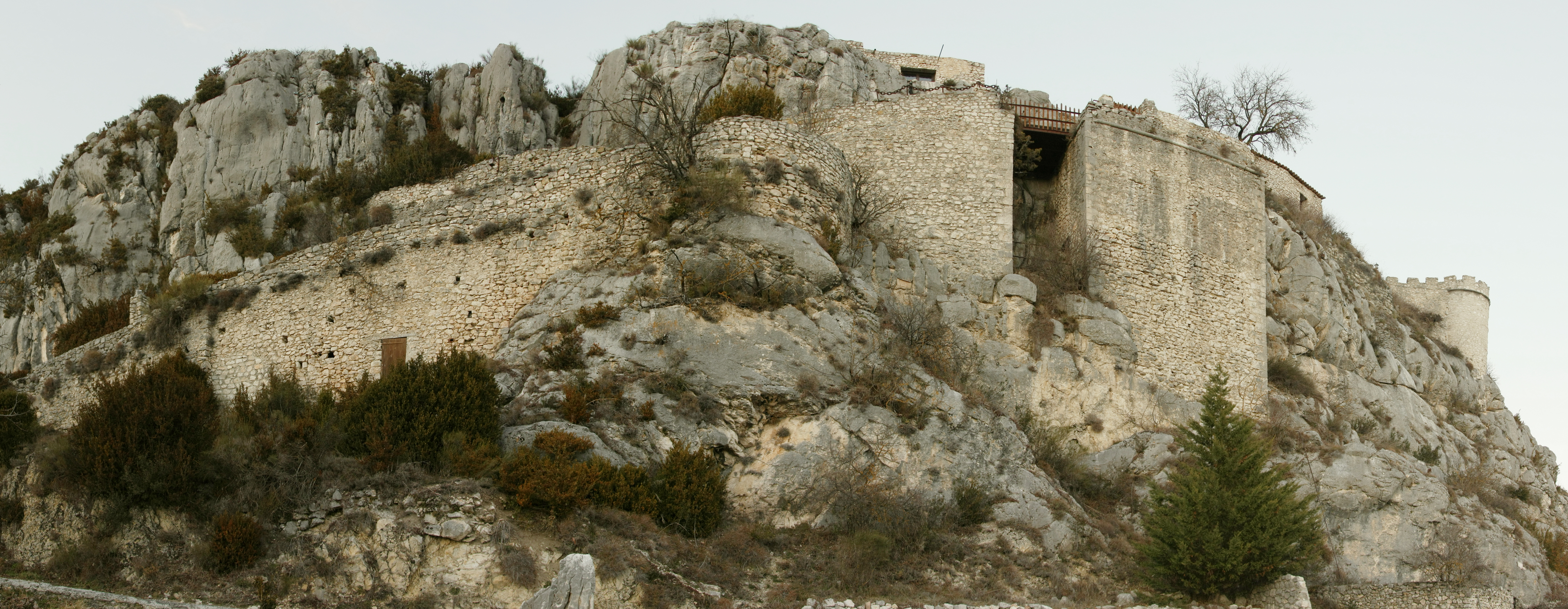
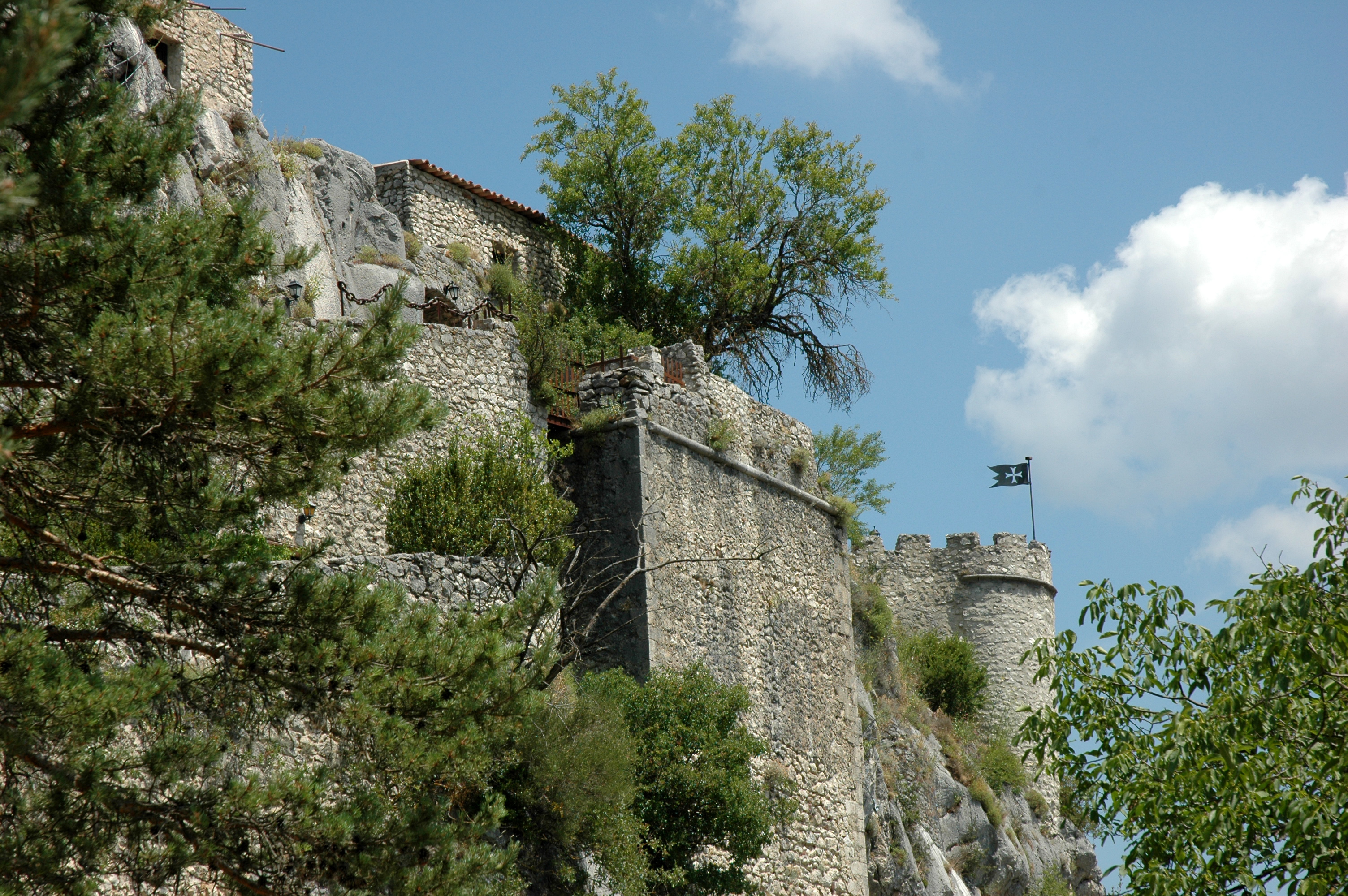

## Un château conservé et réutilisé dans un paysage préservé
Situé au cœur du Parc naturel régional du Verdon, Trigance bénéficie de la protection du site du Verdon. Le site est inscrit au titre des « sites remarquables ».
Le périmètre de protection de la Réserve naturelle géologique de Haute-Provence couvre également la commune de Trigance.
La commune a élaboré avec beaucoup de soin un plan local d'urbanisme (PLU) très attentif à l'identification et la valorisation de ses éléments architecturaux et urbains d’intérêt patrimonial. Le PLU a été approuvé le du 18 décembre 2019. Trigance est en effet un village typique de Haute Provence dominé par le château.
Grâce à des travaux de conservation-restauration respectueux des vestiges encore en place, le château a été réutilisé en hôtel-restaurant à partir de 1964.
- L 'hôtel comporte 10 Chambres dans l'enceinte du Château dont deux suites junior avec terrasse privée, alliant confort moderne et décoration médiévale, toutes différentes, avec lit à baldaquin, tapisserie, meubles anciens et tissus au décor moyenâgeux.
- Le restaurant[18] se situe dans l'ancienne salle d'armes voûtée[19].